# Tennlenbrücke
Die Tennlenbrücke ist eine Steinbogenbrücke über die Furkareuss in Hospental im Schweizer Kanton Uri.

## Konstruktion
Die Brücke wurde vermutlich im 16.–17. Jahrhundert gebaut. 1956 wurde die Brücke letztmals renoviert und erhielt die seitlichen Brüstungsmauern.

## Erhaltenswertes Objekt
Das Bauwerk ist denkmalgeschützt.

## Nutzung
Von Hospental führt heute noch ein Fusspfad über die sogenannte Römerbrücke nach Tennlen und von dort zum Fort Bäzberg.